# کوه شیف
کوه شیف (به انگلیسی: Chief Mountain) یک کوه در ایالات متحده آمریکا است که در شهرستان گلاسیر، مونتانا واقع شده‌است. کوه شیف ۲٬۷۶۹٫۱۴ متر بالاتر از سطح دریا واقع شده‌است.